# Somoças

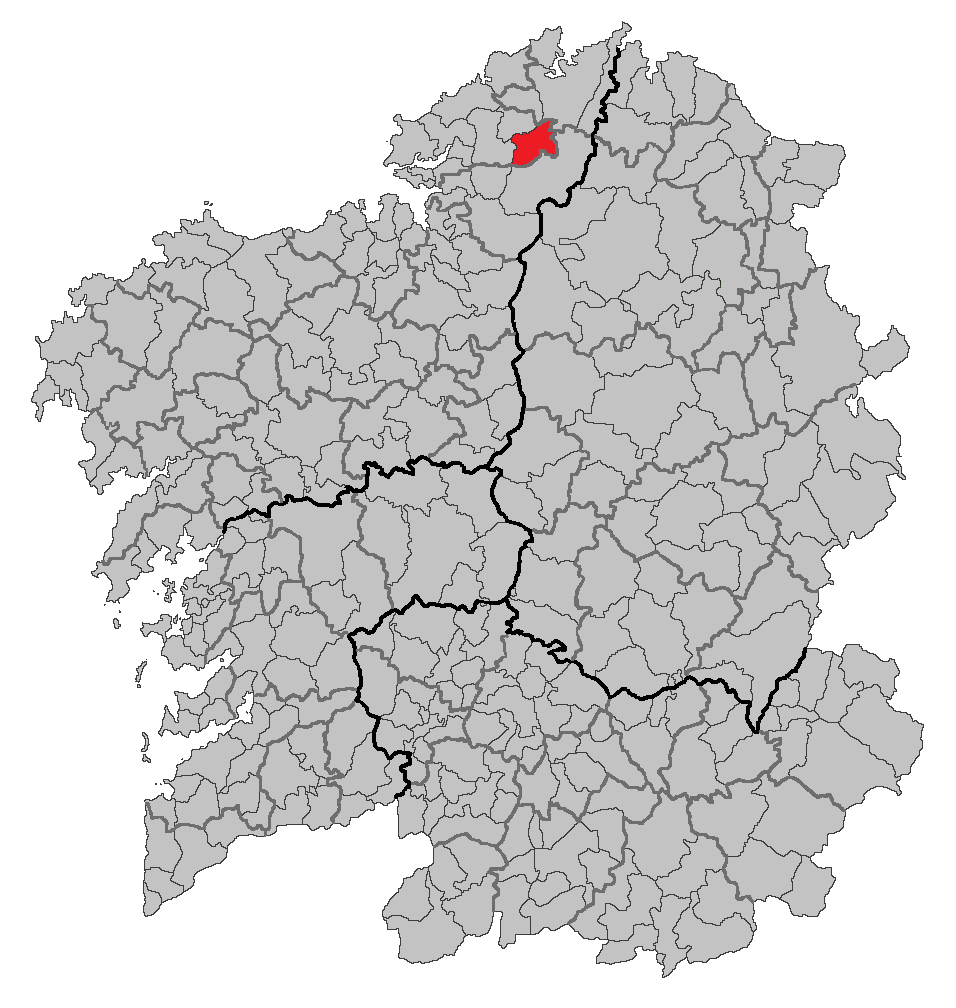
Localização de Somoças

Somoças (As Somozas; em castelhano; Somozas) é um município da Espanha na província 
da Corunha, 
comunidade autónoma da Galiza, de área 71,37 km² com 
população de 1374 habitantes (2007) e densidade populacional de 19,66 hab/km².

## Demografia
| Variação demográfica do município entre 1991 e 2004 | Variação demográfica do município entre 1991 e 2004 | Variação demográfica do município entre 1991 e 2004 | Variação demográfica do município entre 1991 e 2004 |
| --------------------------------------------------- | --------------------------------------------------- | --------------------------------------------------- | --------------------------------------------------- |
| 1991                                                | 1996                                                | 2001                                                | 2004                                                |
| 1682                                                | 1543                                                | 1396                                                | 1403                                                |